# Xeropicta ledereri
Xeropicta ledereri е вид охлюв от семейство Hygromiidae. Видът не е застрашен от изчезване.

## Разпространение
Разпространен е в Кипър.